# Aleksandar Tunchev
Aleksandar Tunchev és un futbolista búlgar nascut el 23 de febrer de 1981 a Sofia, Bulgària. És conegut principalment per la seva carrera com a defensa central en diversos equips tant a nivell de club com a nivell internacional amb la selecció nacional de Bulgària.
La seva carrera professional va començar a Bulgària, jugant per equips com el Lokomotiv Sofia i l'FC CSKA Sofia, on va mostrar habilitats defensives notables i va cridar l'atenció dels clubs europeus més grans. Va fer el salt a l'estranger l'any 2007, quan va fitxar pel Leicester City FC de la Football League Championship, la segona divisió del futbol anglès en aquell moment.
A Leicester, Tunchev va ser considerat un dels millors defensors del seu equip, destacant-se per la seva força física, la capacitat per guanyar duels aeris i la seguretat en les tasques defensives. No obstant això, la seva carrera va ser afectada per diverses lesions greus, que van limitar el seu temps de joc i van impedir que pogués mostrar tot el seu potencial.
A pes de les dificultats amb les lesions, Tunchev va continuar lluitant i va recuperar-se prou com per mantenir-se actiu en el món del futbol. Després de la seva etapa amb el Leicester City, va passar a jugar en altres equips, incloent-hi breus períodes al Crystal Palace FC i l'Omonia Nicòsia. Tot i les dificultats, va continuar sent un jugador respectat pel seu compromís i professionalisme.
A nivell internacional, Tunchev va representar la selecció nacional de Bulgària en diverses ocasions, participant en competicions com la classificació per la Copa del Món de la FIFA i la fase final de l'Eurocopa. Va ser un element clau en la defensa del seu país i va contribuir amb la seva experiència i habilitats defensives.

## PALMARÈS
Com a jugador, Aleksandar té diversos títols:
1. 3 Lligues de Bulgària: 03/04 Lokomotiv Plodviv, 04/05 CSKA Sofia i 07/08 CSKA Sofia.
2. 1 Copa de Bulgària: 05/06 CSKA Sofia.
3. 1 Lliga de 3a Divisió Anglesa: 08/09 Leicester City.
4. 2 Supercopes de Bulgària: 04/05 Lokomotiv Plodviv i 06/07 CSKA Sofia.

## CARRERA FUTBOLÍSTICA
1. Club Juvenil: Aleksandar es va formar al club de Bulgària anomenat Hebar.
2. Estadi actual del Hebar Pazardzhik.

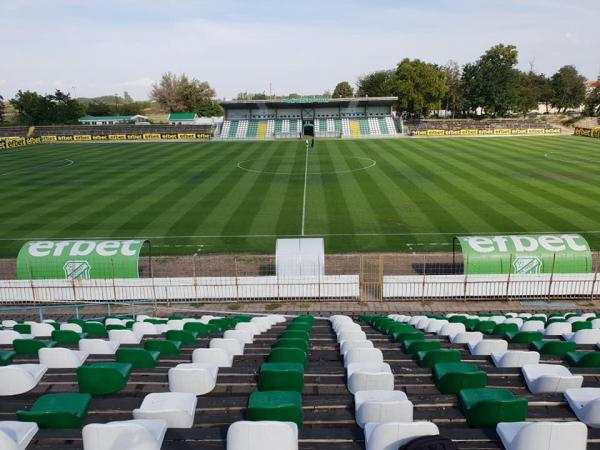
Estadi actual del Hebar Pazardzhik.

Primera Temporada: La primera temporada de la seva carrera, també la va jugar al Hebar. En aquella temporada, Tunchev va disputar un total de 10 partits a la lliga, en els quals va marcar un gol contra el Cherno More. A la lliga va acabar disputant un total de 877 minuts. Finalment, aquella temporada també va jugar un partit amb la selecció de Bulgària sub-21 on va guanyar 1 a 0 a Alemanya sub-21.